# Гарваново
Гарваново е село в Южна България. То се намира в община Хасково, област Хасково.

## История
По сведения на Филип Баранов селото е основано през 1760 г. постепенно от преселили се българи от близкото село Гедикли (българската махала).
Тогава в с. Гедикли, разположено на 2 км югоизточно от днешното с. Гарваново, се появила страшна болест чума. По думи на стари хора на ден са умирали по 13 – 14 души. За предизвестие, че в къщата има смърт се издигали бели флагове. По-стари хора разказват, че Бог е изпратил това наказание, защото селяните не посрещали тържествено обхождащия района си владика, който уж изпросил това проклятие за селото. Изплашени, слисани, неможещи да се справят с болестта, жителите търсят спасение в бягство от селото. През една пролетна вечер няколко сродни семейства решават и напускат селото, мъчейки се да избягат от наказанието на болестта. Те се отправят в северозападна посока. Местността, в която се настаняват, е камениста. Загрижените техни близки и съседи тръгват да ги търсят. След няколкодневно бродене и търсене съселяните им, изкачвайки се на височината „Паламидите“, виждат покрай река Банска новопостроени колиби. Един от търсещите се провиква: „Ей ги хе... хе нашите, где са накацали като гарвани!. Виждате ли ги?" Така новообразуваното селище, което се разполага между тогавашните села Карапазарли и Гедикли, получава името си – Гарваново.
През следващите дни всички жители на с. Гедикли се заселват по поречието на реката, там, където тя напуска скалистата местност и се отправя в равнината.
Турският управник на с. Гедикли благословил новото селище и то заживяло своя си живот, постепенно разраствайки се и запълвайки малката долина на р. Банска.

## Население
Численост
Численост на населението според преброяванията през годините:
| \| Година на преброяване \| Численост \| \| --------------------- \| --------- \| \| 1934 \| 2083 \| \| 1946 \| 2244 \| \| 1956 \| 2098 \| \| 1965 \| 1606 \| \| 1975 \| 1192 \| \| 1985 \| 951 \| \| 1992 \| 783 \| \| 2001 \| 645 \| \| 2011 \| 516 \| \| 2021 \| 531 \| |           |
| Година на преброяване | Численост |
| 1934 | 2083      |
| 1946 | 2244      |
| 1956 | 2098      |
| 1965 | 1606      |
| 1975 | 1192      |
| 1985 | 951       |
| 1992 | 783       |
| 2001 | 645       |
| 2011 | 516       |
| 2021 | 531       |

### Етнически състав
Преброяване на населението през 2011 г.
Численост и дял на етническите групи според преброяването на населението през 2011 г.:
|                     | Численост | Дял (в %) |
| Общо                | 516       | 100       |
| Българи             | 407       | 78,87     |
| Турци               | 3         | 0,58      |
| Цигани              | 100       | 19,37     |
| Други               | 0         | 0         |
| Не се самоопределят | 0         | 0         |
| Неотговорили        | 6         | 1,16      |

### Вероизповедание
В селото жителите са основно източноправославни християни. Съществува и конгрешанска общност, част от Съюза на евангелските съборни църкви.

## Редовни събития
Събор в началото на юли на центъра в селото.

## Личности
- Петър Янев (1886-1925), политик
- Иван Петев Димов (1934-2020), богослов.